# Марачевский, Виталий Феодосьевич
Вита́лий Феодосьевич Мараче́вский — советский партийный и комсомольский деятель.

## Биография
Родился 11 июля 1930 года, г. Тростянце Сумской области, Украинской ССР.
В 1954 году окончил Челябинский политехнический институт по специальности «колёсно-гусеничные машины». Во время учёбы был секретарем факультетского бюро комсомола

### Трудовая деятельность
- С 1953 по 1954 — освобожденный заместитель секретаря комитета комсомола Челябинского политехнического института,
- С 1954 по 1955 — секретарь комитета комсомола Челябинского политехнического института,
- С 1955 по 1957 — первый секретарь Железнодорожного райкома ВЛКСМ,
- с 1957 по 1961 — первый секретарь Челябинского горкома ВЛКСМ.
- С 1961 по 1964 — второй, первый секретарь Центрального райкома КПСС.
- С 1966 по 1967 — зав. орготделом Челябинского горкома КПСС,
- с 1967 по 1970 — первый секретарь Тракторозаводского райкома КПСС,
- с 1970 по 1974 — второй секретарь Челябинского горкома КПСС.
- С 1974 до 1979 — инструктор, заведующий секретариатом отдела машиностроения в аппарате ЦК КПСС,
- С 1979 до 1981 — начальник Управления кадров и учебных заведений Минсельхозмаша СССР,
- С 1981 до 1991 — ответственный работник Управления Делами Совета Министров СССР.

Скончался 2 октября 2010 года.

## Награды
- Орден Трудового Красного Знамени (1971),
- Медаль За трудовую доблесть,
- Медаль «В ознаменование 100-летия со дня рождения Владимира Ильича Ленина» (1970),
- Медаль «За освоение целинных земель» (1956).
- Медаль «Ветеран труда»
- Медаль «В память 850-летия Москвы»